# Marcel Simon (acteur)
Pour l’article homonyme, voir Marcel Simon (historien).
Jules-Adolphe Simon dit Marcel Simon, né  à Saint-Josse-ten-Noode (Belgique) le 30 août 1872 et mort à Paris 8e le 16 octobre 1958, est un acteur et réalisateur d'origine belge.

## Biographie
Ami de Georges Feydeau, Marcel Simon participe à la création sur scène de plusieurs de ses pièces, dont Monsieur chasse ! (1892), La Dame de chez Maxim (1899), La Puce à l'oreille (1907) ou Occupe-toi d'Amélie (1908). Il interprète le plus souvent des comédies de boulevard durant sa longue carrière au théâtre.
Au cinéma, il réalise quelques films muets dont certains sont des adaptations de pièces de Feydeau. En tant que comédien, il joue des seconds rôles dans un peu plus d'une quarantaine de films entre 1908 et 1949, entre autres : Boule de Suif de Christian-Jaque (1945) et Le Trésor de Cantenac de Sacha Guitry (1949).
Juif, il reste à Paris pendant l'Occupation et doit porter l'étoile jaune.
Il a été l'époux de l'actrice Marguerite Pierry.
Il fut inhumé au cimetière de Bagneux (74e division).

## Carrière au cinéma

### Comme acteur
- 1908 : L'Armoire normande de Georges Monca - court métrage
- 1908 : Le Roman d'un gueux de Georges Monca - court métrage
- 1909 : Le Maître d'école de Georges Monca
- 1909 : Les Deux Cambrioleurs de Georges Monca - court métrage
- 1909 : Rigadin et la Jolie Manucure de Georges Monca - court métrage
- 1912 : Occupe-toi d'Amélie d'Émile Chautard - court métrage
- 1912 : Tire au flanc réalisé par Georges Lordier - court métrage
- 1913 : Le Mystère de la chambre jaune de Maurice Tourneur - court métrage : Routabille
- 1913 : Autour d'un testament d'Émile Chautard  - court métrage : Vauvillain
- 1913 : La Duchesse des Folies-Bergères d'Émile Chautard - court métrage : Arnold
- 1914 : Le Parfum de la dame en noir / La Dernière incarnation de Larsan de Maurice Tourneur : Joseph Rouletabille
- 1915 : Rigadin et Miss Margaret (Rigadin et Miss Marguett) de Georges Monca
- 1915 : Rigadin et la Jolie Manucure de Georges Monca
- 1916 : Paris pendant la guerre d'Henri Diamant-Berger - court métrage
- 1916 : Les Vainqueurs de la Marne de Gaston Leprieur - court métrage
- 1916 : Vous n'avez rien à déclarer ? - court métrage (et réalisateur)
- 1916 : Dormez, je le veux! - court métrage (et réalisateur)
- 1917 : L'Hôtel du libre échange - court métrage
- 1931 : Le Monsieur de minuit de Harry Lachman : Jean
- 1932 : Il a été perdu une mariée de Léo Joannon : Barbotteux
- 1932 : Le Rosier de Madame Husson de Dominique Bernard-Deschamps : Corollaire
- 1933 : Paris-Soleil de Jean Hémard : Lorrière
- 1933 : La Femme invisible de Georges Lacombe
- 1934 : Une femme chipée de Pierre Colombier : Larsonnier, le mari d'Hélène
- 1936 : Sacré Léonce de Christian-Jaque : Monsieur Vernis
- 1936 : Donogoo de Henri Chomette et Reinhold Schünzel
- 1936 : Avec le sourire de Maurice Tourneur : le directeur des Beaux-Arts
- 1936 : Prends la route de Jean Boyer et Louis Chavance : le comte
- 1937 : Trois Artilleurs au pensionnat de René Pujol : le colonel
- 1937 : La Griffe du hasard de René Pujol : Burton
- 1937 : La Chanson du souvenir de Detlef Sierck et Serge de Poligny : D'Arnegg
- 1937 : Mon député et sa femme de Maurice Cammage
- 1937 : Mademoiselle ma mère de Henri Decoin : Monsieur Vignolle
- 1937 : Le Club des aristocrates de Pierre Colombier : le conservateur des Musées nationaux
- 1938 : Monsieur Breloque a disparu de Robert Péguy : le comte de Brazeuil
- 1938 : Trois Artilleurs en vadrouille de René Pujol
- 1938 : Le Plus beau gosse de France de René Pujol : Olivier Rose
- 1938 : Alexis gentleman chauffeur de Max de Vaucorbeil : Tabasco
- 1938 : Café de Paris de Georges Lacombe et Yves Mirande : Monsieur Durand, le directeur du Café de Paris
- 1938 : Katia de Maurice Tourneur : le prince Dolgorouky
- 1938 : La Marraine du régiment de Gabriel Rosca
- 1938 : Deux de la réserve de René Pujol
- 1939 : Derrière la façade de Georges Lacombe et Yves Mirande : Jules, l'amant de Gaby
- 1939 : Moulin rouge d'André Hugon : le directeur des pompes funèbres
- 1940 : Paris-New York d'Yves Mirande : Léopold Castagnères
- 1945 : Boule de Suif de Christian-Jaque : le comte Hubert de Bréville
- 1950 : Le Trésor de Cantenac de Sacha Guitry : le centenaire

### Comme réalisateur
- 1913 : Un fil à la patte
- 1914 : Miquette et sa mère
- 1914 : La Puce à l'oreille
- 1916 : Dormez, je le veux !
- 1916 : La Petite Amie
- 1916 : Vous n'avez rien à déclarer ? (et acteur)
- 1916 : L'Hôtel du libre échange
- 1917 : Le Calvaire de Mignon
- 1917 : La Marmotte
- 1917 : Germain au paradis
- 1917 : Germain hérite d'une huître
- 1917 : Germain chez les brigands
- 1919 : En quatrième vitesse
- 1920 : Une nuit de noces
- 1921 : Quand les feuilles tomberont (et scénariste)

## Carrière au théâtre
- 1892 : Monsieur chasse ! de Georges Feydeau, théâtre du Palais-Royal : Gontran
- 1899 : La Dame de chez Maxim de Georges Feydeau, théâtre des Nouveautés : Corignon
- 1907 : La Puce à l'oreille de Georges Feydeau, théâtre des Nouveautés : Romain Tournel
- 1907 : Vingt jours à l’ombre de Maurice Hennequin et Pierre Veber, théâtre des Nouveautés
- 1908 : Occupe-toi d'Amélie de Georges Feydeau, théâtre des Nouveautés : Marcel Courbois
- 1908 : Feu la mère de madame de Georges Feydeau, Comédie-royale : Lucien
- 1910 : On purge bébé de Georges Feydeau, théâtre des Nouveautés : Follavoine
- 1911 : Un fil à la patte de Georges Feydeau, théâtre Antoine : Bois d'Enghien
- 1911 : Léonie est en avance ou le Mal joli de Georges Feydeau, Comédie-royale : Toudoux
- 1912 : Le Dindon de Georges Feydeau, théâtre du Vaudeville : Pontagnac
- 1913 : Alsace de Gaston Leroux et Lucien Camille, théâtre Femina
- 1914 : Les Cinq Messieurs de Francfort de Charles Roeszler, mise en scène Lugné-Poe, théâtre du Gymnase
- 1929 : Feu la mère de madame de Georges Feydeau, mise en scène Marcel Simon, théâtre Antoine : Lucien
- 1930 : Le Rendez-vous de Marcel Achard, mise en scène Lugné-Poe, théâtre Édouard VII
- 1931 : Faisons un rêve de Sacha Guitry, théâtre de la Madeleine
- 1931 : Monsieur de Saint-Obin d'André Picard et H. M. Harwood, théâtre Édouard VII
- 1931 : Déodat d'Henry Kistemaeckers fils, théâtre Édouard VII
- 1933 : L'Affaire de la rue Royale de Max Maurey et Jean Guitton, théâtre de l'Athénée : Me Brignoul
- 1933 : Tovaritch de Jacques Deval, mise en scène de l'auteur, théâtre de Paris
- 1935 : Les Fontaines lumineuses de Georges Berr et Louis Verneuil, théâtre des Variétés
- 1936 : Fiston d'André Birabeau, théâtre des Variétés : Julien Marines
- 1938 : Marol de Jacques Le Bourgeois, théâtre de Paris : Dugard
- 1948 : Tovaritch de et mise en scène Jacques Deval, théâtre de la Madeleine : Charles Arbeziah